# Emissie Koloniale tentoonstelling

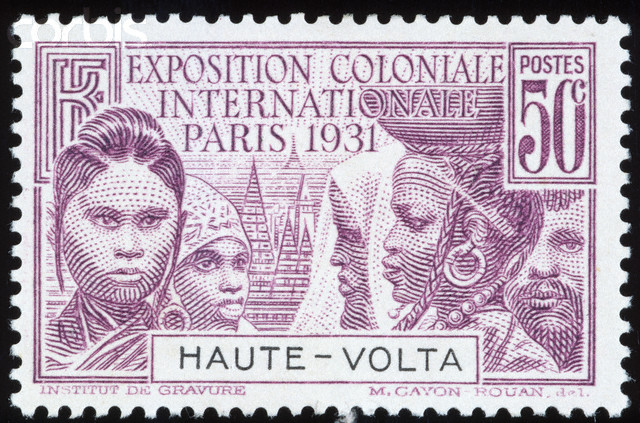
Frans Opper-Volta

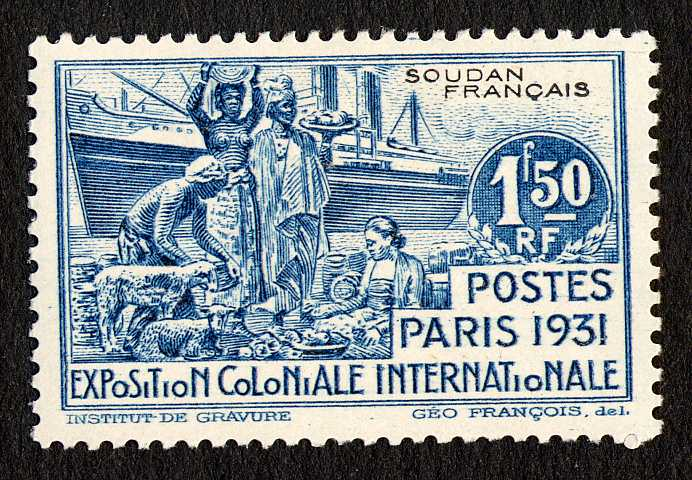
Frans-Soedan

De Emissie Koloniale tentoonstelling is een gemeenschappelijke postzegelemissie van Frankrijk en de Franse koloniale gebieden ter gelegenheid van de Koloniale Tentoonstelling (Parijs, 1931) van 1931 in Parijs. 26 Franse koloniën namen hieraan deel. Er waren vier verschillende ontwerpen, telkens met het opschrift "Exposition Coloniale Internationale 1931 Paris". In de verschillende uitgiften was alleen de naam van de kolonie en de waardeaanduiding verschillend.